# Chocimino
Chocimino (deutsch Gutzmin) ist ein Dorf in der polnischen Woiwodschaft Westpommern. Es liegt im Powiat Koszaliński (Köslin) und gehört zur Stadt- und Landgemeinde Polanów (Pollnow).

## Geographische Lage
Chocimino liegt in einer Landschaft in Hinterpommern, die durch eine kuppige Endmoräne gekennzeichnet ist. Sie bildet mit ihren bewaldeten Hängen das Ostufer eines Urstromtals, das sich von Polanów über Chocimino bis zum Jezioro Kwiecko (Niedersee) erstreckt und sich im Tal der Radüe (Radew) fortsetzt.
Durch das Dorf führt eine Nebenstraße, die Polanów an der Woiwodschaftsstraße Nr. 205 über Cybulino (Zeblin) an der Woiwodschaftsstraße Nr. 168 mit Bobolice (Bublitz) verbindet. Bis nach Polanów sind es neun Kilometer, die Kreisstadt Koszalin liegt 42 Kilometer entfernt.
Einen Bahnanschluss hat Chocimino heute nicht mehr. Von 1898 bis 1945 war Gutzmin eine Bahnstation an den Reichsbahnstrecken von Falkenburg (heute polnisch: Złocieniec) nach Gramenz (Grzmiąca) und von Gramenz nach Zollbrück (Korzybie). Außerdem hatte die Kleinbahn von Schlawe (Sławno) über Pollnow nach Sydow (Żydowo) einen Halt in Gutzmin.
Vor 1945 gehörten zum Dorf Gutzmin die Wohnplätze Gutzmin-Bahnhof, Gutzmin-Forsthaus (heute polnisch: Chocimino Leśne), Hildegardshöhe (Łokwica) und Vettrin (Wietrzno).

## Ortsname
Der Name „Gutzmin“ soll vom wendischen „Gusz“ = Dickicht abgeleitet sein. Früher gab es auch die Schreibweise Gutzmyn.

## Geschichte
Wie die etwa 30 Hügelgräber im Gutzminer Wald zeigen, ist die Gegend sehr alter Siedlungsgrund. Die erste Nachricht über das Dorf stammt allerdings erst aus dem Jahre 1507, als die Vettern von Ramel auf Wusterwitz (Ostrowiec) und Kösternitz (Kościernica) und von Lettow auf Papenzin (Bobięcino) das Dorf an das Kloster Buckow abtreten müssen.
Nach der Säkularisation erhielten die Familien von Lettow und von Knuth den Ort. Später geht das Lehen an die von Natzmer (1618 = Antonius Natzmer). Bei dieser Familie bleibt das Gut, bis es 1840 an Carl Friedrich Wilhelm Hasse verkauft wird. Danach wechselte es noch oft seine Besitzer, bis es 1911 an die Familie von der Osten-Fabeck verkauft wurde, die es bis 1937 besaß. Carl von der Osten-Fabeck verkaufte Gutzmin 1937 an Hans Merensky, der es bis 1945 besaß.
Um 1780 hatte das Dorf Gutzmin 1 Mühle, 1 Vorwerk, 1 Schäferei, 10 Vollbauern, 2 Halbbauern, 2 Kossäten, 1 Schulmeister, 1 Schmiede und insgesamt 22 Feuerstellen (Haushaltungen). Im Jahre 1818 lebten hier 198 Einwohner, deren Zahl bis zum Jahr 1871 auf 420 stieg, 1895 waren es 365, und 1939 wurden 348 Einwohner gezählt.
Bis 1945 war Gutzmin eine Gemeinde im Amt Sydow (Żydowo), wo auch das Standesamt ansässig war. Die noch erhaltenen Standesamtsunterlagen werden heute im Standesamt Polanów, im Standesamt Berlin-Mitte und im Archiwum Panstwówe w Koszalinie (Staatsarchiv Köslin) aufbewahrt. Das Dorf gehörte zum Amtsgerichtsbezirk Pollnow und lag im Landkreis Schlawe i. Pom., der zum Regierungsbezirk Köslin der preußischen Provinz Pommern gehörte.
Am 28. Februar 1945 wurde das Dorf Gutzmin von sowjetischem Militär besetzt. Wenige Tage später verschleppte man 31 Frauen, Männer und Jugendliche zur Zwangsarbeit nach Russland, darunter auch einige aus dem Westen Deutschlands evakuierte Frauen; nur zehn von ihnen haben die Strapazen überstanden.
Im Sommer 1947 übernahm die polnische Verwaltung das Dorf, dessen deutsche Einwohner allesamt aufgrund der sogenannten Bierut-Dekrete von nach Kriegsende zugewanderten Polen vertrieben wurden. Der Ort erhielt den polnischen Namen Chocimino und gehört heute zur Stadt- und Landgemeinde Polanów im Powiat Koszaliński. Zwischen 1975 und 1998 gehörte es zur Woiwodschaft Köslin, die dann mit der Woiwodschaft Stettin zur Woiwodschaft Westpommern vereinigt wurde.

## Kirche

### Kirchengemeinde
Die Einwohner Gutzmins waren vor 1945 fast alle evangelischer Konfession. Das Dorf bildete eine selbständige Kirchengemeinde, die als Filialkirche von Sydow (Żydowo) aus betreut wurde. Es gehörte zum Kirchenkreis Bublitz (Bobolice) (bis 1713 Rügenwalde (Darłowo)) der Kirchenprovinz Pommern in der Evangelischen Kirche der Altpreußischen Union.
1939 zählte die Kirchengemeinde 310 Gemeindeglieder. Das Kirchenpatronat oblag zuletzt dem Korvettenkapitän von der Osten-Fabeck auf Gutzmin. Letzter deutscher Geistlicher war Pastor Peter Bultmann. Noch erhaltene Kirchenbücher aus den Jahren 1875 bis 1940 werden heute im katholischen Pfarramt Polanów aufbewahrt, in dessen Pfarrbereich Chocimino heute liegt. Die evangelischen Einwohner werden jetzt vom Pfarramt in Koszalin (Köslin) in der Diözese Pommern-Großpolen der Evangelisch-Augsburgischen Kirche in Polen versorgt.

### Dorfkirche
Das Gutzminer Gotteshaus ist ein kleines, viereckiges Fachwerkgebäude mit aufgesetztem Turm. Die Erbauungszeit dürfte im 16. Jahrhundert liegen. Der Altar stammt aus der ersten Hälfte des 17. Jahrhunderts. Sein Aufbau zeigt zwischen zwei Säulen ein gemaltes Bild des Christus am Kreuz mit dem Jünger Johannes und der Mutter Maria. Darunter ist die Familie des Stifters Antonius Natzmer zu sehen. Auch die Kanzel entstammt dem 17. Jahrhundert, ebenso wie die Glocke. Eine zweite Glocke musste im Ersten Weltkrieg für Munitionszwecke abgeliefert werden.

## Schule
Die einklassige Volksschule mit Lehrerwohnung wurde 1937 am Gutzminer Bahnhof errichtet. Die vorherige Schule, deren Gründungsdatum nicht bekannt ist, stand mitten im Dorf nahe der Kirche. Die letzten Lehrer vor 1945 trugen die Namen Krause, Kunde, Niemann und Stenzel.

## Persönlichkeit des Ortes
- Dubislav Gneomar von Natzmer (* 1654 in Gutzmin; † 1739), preußischer General